# 胡安·路易斯·格拉

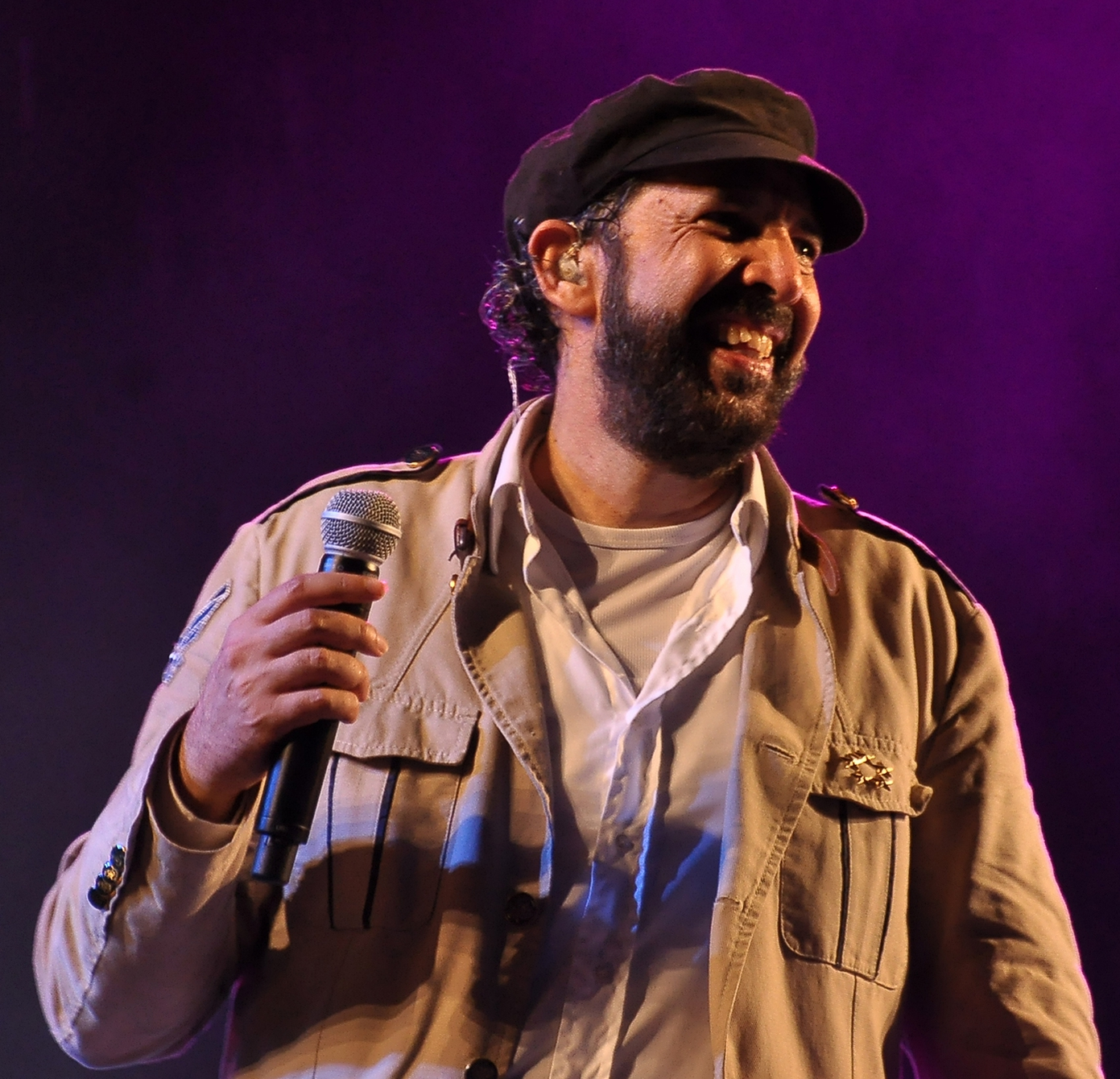
胡安·路易斯·格拉

胡安·路易斯·格拉·塞哈斯 (Juan Luis Guerra Seijas，1957年6月7日—) 是多米尼加音乐家、歌手、作曲家和唱片制作人。他拿過28项拉丁格莱美奖、3项葛萊美獎。 他的唱片銷量已累計達1500萬張。